# Antonio Cassano
Antonio Cassano (ur. 12 lipca 1982 w Bari) – włoski piłkarz występujący na pozycji ofensywnego pomocnika lub cofniętego napastnika. Znany jest ze swojej konfliktowej osobowości, co nieraz doprowadziło już do sporów z trenerami, działaczami oraz kolegami z zespołu. We Włoszech temperament i porywczość zawodnika określane są mianem cassanaty.
Piłkarską karierę rozpoczynał w klubie AS Bari, a następnie przez cztery i pół sezonu reprezentował barwy AS Roma. Od stycznia 2006 grał w Realu Madryt, z którym w 2007 wywalczył mistrzostwo Hiszpanii. Zdecydował się na powrót do Włoch i na zasadzie wypożyczenia przeszedł do Sampdorii. Latem 2008 działacze tego klubu wykupili go z Realu na stałe. Pozostał w Genui do 2010, a od początku 2011 reprezentował barwy Milanu. W sierpniu 2012 roku doszło do wymiany na linii Milan – Inter, w efekcie której Cassano przeniósł się do Interu natomiast Nerazzurri oddali Milanowi Pazziniego. W latach 2013 – 2015 grał dla Parmy, kolejne dwa lata spędził w Sampdorii, następnie na krótko w 2017 związał się z Hellasem Verona.
W reprezentacji Włoch Cassano zadebiutował w 2003. Wystąpił między innymi na Mistrzostwach Europy 2004 oraz Mistrzostwach Europy 2008. Pod koniec 2008 zrezygnował z gry w drużynie narodowej. Powołania do kadry dla Cassano domagały się między innymi liczne media, jednak Marcello Lippi nie widział dla Cassano miejsca w składzie. Do reprezentacji włoski gracz powrócił w sierpniu 2010. W lipcu 2012 wywalczył z nią 2. miejsce na Mistrzostwach Europy 2012. Reprezentował Włochy również na Mistrzostwach Świata 2014.

## Kariera klubowa

### Bari
Cassano urodził się w Bari zaledwie kilka godzin po zdobyciu przez Azzurrich Mistrzostwa Świata. Wychował się pod opieką matki, która miała na imię Giovanna w biednej dzielnicy tego miasta (Bari Vecchia). Jego ojciec opuścił go, kiedy Cassano był w wieku niemowlęcym. Pierwsze piłkarskie kroki stawiał w młodzieżowym zespole Pro Inter. Od dziecka kibicował Interowi, dlatego pewnego razu razem z kolegą udał się w okolice Mediolanu na testy w Interello. Klub nie zdecydował się jednak podpisać z nim kontraktu, więc zawodnik musiał powrócić do domu. Swoją prawdziwą karierę piłkarską rozpoczynał w miejscowym klubie AS Bari, gdzie początkowo występował w drużynie juniorów. Zawodowy kontrakt ze swoją drużyną podpisał w 1999. W Serie A zadebiutował 12 grudnia w przegranym 0:1 wyjazdowym meczu z US Lecce. Pierwszego gola dla Bari zdobył natomiast już w swoim kolejnym występie, 18 grudnia w wygranym 2:1 pojedynku z Interem Mediolan, gdy przedryblował Laurenta Blanca i Christiana Panucciego. W debiutanckim sezonie razem ze swoją drużyną Cassano zajął czternaste miejsce w pierwszej lidze. Rozegrał wówczas 20 spotkań i strzelił trzy bramki, natomiast podczas rozgrywek 2000/2001 zdobył trzy gole w 27 ligowych występach. Bari w końcowej tabeli Serie A zajęło osiemnaste miejsce i spadło do Serie B, a Cassano zdecydował się na odejście z klubu. W czasie gry dla Bari rozegrał 48 spotkań w których zdobył 6 bramek.

### Roma
W letnim okienku transferowym w 2001 Cassano za cenę około 28 milionów euro przeniósł się do AS Roma. W nowej drużynie ligowy debiut zanotował 8 września, a jego klub zremisował wówczas z Udinese Calcio 1:1. Kilka dni po debiucie w kadrze narodowej został pominięty przez Fabio Capello przy ustalaniu kadry „Giallorossich” na mecz sparingowy, co wywołało między nimi otwarty konflikt. 13 stycznia 2002 Cassano strzelił swą pierwszą dla Romy bramkę w meczu przeciwko Hellasowi Werona, a jego zespół zwyciężył ostatecznie 3:2. 10 maja dwukrotnie pokonał golkipera Torino FC. 31 maja 2003 w spotkaniu Pucharu Włoch z Milanem zawodnik został ukarany czerwoną kartką za krytykowanie decyzji sędziego oraz pokazanie mu „rogów”. W rozegranym 8 lutego 2004 starciu ligowym dwukrotnie zmusił do kapitulacji bramkarza Juventusu. 22 lutego 2004 Cassano strzelił hat-tricka w wygranym 6:0 pojedynku ligowym ze Sieną. Dobra forma prezentowana przez piłkarza spowodowała, że działacze Romy chcieli przedłużyć z nim kontrakt. W czerwcu zainteresowanie pozyskaniem Cassano wyraziły inne włoskie kluby, między innymi Inter Mediolan, działacze którego zaoferowali za niego 20 milionów funtów. We wrześniu 2004 zawodnik za niesportowe zachowanie został ukarany czerwoną kartką w meczu z Fiorentiną, a następnie z tego powodu wezwano go na rozmowę do trenera Rudiego Völlera. Po tej dyskusji wychowanek Bari przeprosił za swój występek. 15 września Cassano opuścił trening Romy przed spotkaniem Ligi Mistrzów z Dynamem Kijów, a jako powód podawano konflikt z trenerem, który nie przewidział dla niego miejsca w meczowej kadrze. Następnie włoski gracz został skrytykowany przez kapitana drużyny Francesca Tottiego, a były trener Romy – Fabio Capello – oskarżył Tottiego o sprowadzenie Cassano na złą drogę. Cassano zadeklarował chęć pozostania na Stadio Olimpico, jednak zażądał podwojenia swoich zarobków, przez co negocjacje w sprawie nowej umowy zostały wstrzymane. W późniejszym okresie Cassano w trakcie jednego z treningów udał się do szatni, a kilka dni później w jego obronie stanął trener drużyny – Luigi Delneri. Następnie prezes klubu – Franco Sensi – zaczął zastanawiać się nad sprzedażą włoskiego gracza, mówiąc, że są z nim pewne problemy. Po przywróceniu FantAntonio do wyjściowego składu przez następcę Delneriego – Bruno Contiego, został on nawet pod nieobecność zawieszonego Tottiego kapitanem drużyny.
Pod koniec października Cassano otrzymał zgodę na indywidualne treningi, które miały mu umożliwić powrót do dobrej formy. Na początku listopada młody piłkarz nie znalazł się w meczowej kadrze w pojedynku z Bayerem 04 Leverkusen, a przyczyną był kolejny konflikt z Luigim Del Nerim. W międzyczasie chęć pozyskania Cassano wyrażało wiele innych zespołów, między innymi Juventus F.C. i A.C. Milan. 7 listopada włodarze Romy poinformowali o usunięciu włoskiego gracza ze składu pierwszej drużyny, a po rozmowie z Franco Sensim i trenerem Luigim Delnerim zawodnik przeprosił za swoje zachowanie i powrócił do kadry. 19 grudnia 2004 dwukrotnie pokonał bramkarza AC Parma. Działacze Romy chcieli podpisać z Cassano nowy kontrakt, jednak ten był łączony z przenosinami do Realu Madryt oraz Juventusu, którego trenerem był ceniony przez wychowanka Bari Fabio Capello. Latem 2005 nowy trener Romy – Luciano Spalletti powiedział, że chciałby zatrzymać Cassano w drużynie, dlatego wyznaczył Fantantonio na zastępcę kapitana oraz przywrócił go do pierwszej jedenastki. Jednak ten był coraz bliższy decyzji o przejściu do Juventusu. W międzyczasie kibice „Giallorossich” ostro krytykowali piłkarza, a włodarze Romy wciąż chcieli zatrzymać go w drużynie. W późniejszym okresie Roma zdecydowała się sprzedać Cassano i wyceniła go na dwanaście milionów funtów. Trener Spaletti wciąż chciał jednak, aby gracz pozostał w klubie. Na początku września wznowione zostały negocjacje w sprawie nowego kontraktu Cassano, a piłkarz zgodził się na przedłużenie umowy. Następnie negocjacje zostały zerwane, ponieważ zawodnik nie odpowiedział na ofertę Romy. Szefowie drużyny poinformowali, że z chęcią rozpatrzą wszystkie oferty kupna zawodnika w zimowym okienku transferowym, a wśród chętnych do pozyskania gracza Romy wymieniano głównie Real, Juventus i Chelsea F.C.. Pod koniec 2005 media donosiły o tym, że Włoch w styczniu odejdzie do Realu Madryt. Następnie dziennik Marca poinformował, że Cassano dogadał się już z działaczami Realu w sprawie przejścia do tego zespołu. Na samym początku 2006 "Królewscy" złożyli Romie drugą ofertę kupna zawodnika, po tym, jak wcześniejsza została odrzucona. Pobyt FantAntonia w Romie zamknął się 118 występami ligowymi i 38 golami.

### Real Madryt
2 stycznia poinformowano o porozumieniu w sprawie transferu Cassano do Realu, a 3 stycznia Włoch przyjechał do Madrytu w celu sfinalizowania umowy. 4 stycznia został zaprezentowany jako nowy gracz "Królewskich", z którymi podpisał kontraktu do 2010, a działacze Realu zapłacili za włoskiego piłkarza pięć i pół miliona euro. Były gracz Romy przeszedł testy medyczne, jednak z powodu słabej dyspozycji rozpoczął indywidualne treningi, na których oprócz odzyskania formy miał również zrzucić kilka kilogramów nadwagi. 10 stycznia doradca marketingowy Realu – Ernesto Bronzetti poinformował, że klauzula odstępnego w kontrakcie Cassano wynosi 180 milionów euro. Następnie wychowanek Bari nie został powołany na mecz Pucharu Króla z Athletikiem Bilbao, jednak później dołączył do drużyny i znalazł się w kadrze na pojedynek przeciwko Sevilli. Oficjalny debiut w barwach nowego klubu zanotował jednak dopiero w wygranym 1:0 pucharowym spotkaniu z Realem Betis, kiedy to w 61. minucie zmienił Roberto Soldado i już trzy minuty później zdobył zwycięskiego gola. W Primera División Cassano po raz pierwszy wystąpił 21 stycznia, kiedy to Real pokonał 3:1 Cádiz CF. Włoch w Realu jednak zawiódł, najmocniej krytykował go dziennik AS, a sam zawodnik był łączony z odejściem do Milanu, gdzie miałby zastąpić Andrija Szewczenkę. 15 maja trener Realu – Juan Ramón López Caro zdecydował, że z powodu złego zachowania na ostatnich treningach Cassano nie otrzyma powołania do kadry na ostatni mecz sezonu z Sevillą. Innym zarzewiem konfliktu z klubem była sprawa jego wagi, gdyż Antonio nie przykładał się do diety, co skutkowało nadwagą, która była surowo karana przez zarząd. Debiutancki sezon w barwach "Królewskich" był dla Włocha nieudany, pełnił on w zespole rolę rezerwowego i w dwunastu ligowych pojedynkach strzelił tylko jednego gola. Dla Realu ogółem zagrał w 19 meczach ligowych i strzelił 2 bramki.
Sezon 2006/2007 Cassano również rozpoczął jako rezerwowy. 30 października za pomocą oficjalnej strony internetowej klubu poinformowano o odsunięciu Włocha od treningów z drużyną, a za powód podano okazanie braku szacunku dla trenera po jednym ze spotkań. Następnie zaczęło się mówić o tym, że Real chce, aby Cassano opuścił Estadio Santiago Bernabéu. 4 listopada na kanale Teleroma’56 zawodnik przeprosił za swój błąd, jakim był według niego transfer do Realu i wyraził chęć powrotu do Romy, a następnie agent piłkarza – Giuseppe Buzzo powiedział, że jego klient chce wypełnić do końca swój kontrakt z drużyną. Klub wciąż żądał od wychowanka Bari przeprosin, jednak sam zawodnik powiedział, że nie ma zamiaru przepraszać za swoje postępowanie. 10 listopada ogłoszono, że Włoch powróci do treningów, ponieważ wszystkie sporne sytuacje zostały wyjaśnione podczas spotkania ze sztabem szkoleniowym i piłkarzami Realu. Następnie były gracz Romy spotkał się z sekretarzem generalnym Realu – Franco Baldinim i rozmawiał z nim na temat swojej sytuacji w zespole. Później agent zawodnika zaprzeczył pogłoskom na temat chęci opuszczenia Madrytu przez Cassano, lecz sam gracz otrzymał od działaczy zgodę na poszukanie sobie nowego pracodawcy. Cassano zadeklarował chęć pozostania na Santiago Bernabéu i odrzucił ofertę wypożyczenia do Milanu. Na początku 2007 Fabio Capello dał do zrozumienia, że nie chce mieć w drużynie Cassano, a pozyskaniem włoskiego zawodnika zainteresował się Inter Mediolan. Włoch nie powrócił już do składu Realu, pod jego nieobecność „Królewscy” wywalczyli mistrzostwo Hiszpanii, a Cassano wyraził chęć przejścia do Interu. Latem piłkarz chciał podać madrycki klub do sądu, oskarżając go o mobbing, a następnie zaczęło się mówić o jego transferze do Sampdorii.

### Sampdoria

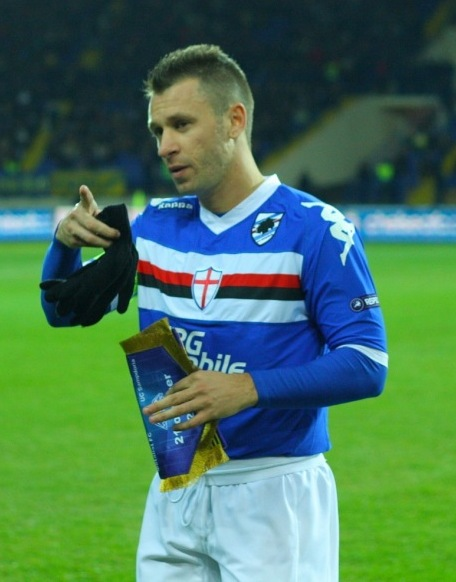
Cassano w barwach Sampdorii

14 sierpnia 2007 Cassano został wypożyczony do Sampdorii, która zgodziła się pokrywać 1,2 mln euro z 4,2 mln pensji piłkarza. 19 sierpnia został oficjalnie zaprezentowany grupie 2,5 tys. kibiców jako nowy nabytek „Blucerchiatich”. Na mocy umowy działacze Sampdorii po zakończeniu sezonu mieli możliwość wykupienia Włocha za pięć milionów euro. Wobec niemożności wyboru koszulki z nr 18, którą nosił Vladimir Koman, zdecydował się wybrać numer 99, gdyż jak wyjaśnił 9 i 9 daje w sumie 18. Cassano zadebiutował w towarzyskim meczu z klubem AC Bellinzona i już po 44 minutach gry musiał opuścić boisko z powodu kontuzji. Oficjalny debiut nastąpił 23 września w derbowym starciu z Genoą, gdy w ostatniej minucie zmienił Vincenzo Montellę. Na pierwszego gola czekał tydzień dłużej do wygranego 3:0 meczu z Atalantą. W styczniu zdobył trzy bramki, w tym jedną z Interem (1:1), która zokończyła passę zwycięstw tego klubu. 2 marca 2008 Włoch został ukarany czerwoną kartką w końcówce meczu z Torino FC, a następnie zdjął koszulkę i rzucił nią w sędziego. Później przeprosił za swoje zachowanie, a włoska federacja zdyskwalifikowała go na pięć spotkań. W sezonie 2007/2008 Cassano w 22 meczach Serie A strzelił łącznie dziesięć bramek, stając się najlepszym strzelcem swojego zespołu. W drugim sezonie Antonio został wicekapitanem zespołu. Następnie działacze Sampdorii zdecydowali się wykupić Włocha z Realu, a sam piłkarz wyraził chęć pozostania w Genui. Zażądał jednak większych zarobków niż te, które zaoferowała mu Doria. Pod koniec maja działacze Sampdorii skorzystali z zawartej w umowie klauzuli o możliwości wykupienia włoskiego napastnika po zakończeniu ligowych rozgrywek. „Blucerchiati” nie zapłacili nic za byłego piłkarza Romy, jednak gdyby zdecydowali się sprzedać go w ciągu roku to Real dostałby siedem milionów euro, natomiast jeśli w ciągu trzech lat to na konto drużyny z Madrytu wpłynęłoby pięć milionów euro. Prezydent Sampdorii – Riccardo Garrone pod koniec lipca powiedział, że Cassano pozostanie w Genui do końca swojej piłkarskiej kariery. Dał tym samym do zrozumienia, że mimo licznych ofert nie sprzeda byłego zawodnika Realu Madryt. Antonio odwdzięczył się mu m.in. dubletami w spotkaniach z: Atalantą (5 października 2008), Catanią (23 listopada 2008), US Lecce (11 kwietnia 2009) oraz w meczu z FBK Kowno (18 września 2008), w którym także dwukrotnie asystował. Po przejściu w styczniu 2009 do klubu Giampaolo Pazziniego stworzył z nim dobrany duet, który był porównywany do pary Roberto Mancini-Gianluca Vialli, która doprowadziła Sampdorię do jedynego w jej historii scudetto. Przez portal Goal.com został wybrany najlepszym włoskim piłkarzem sezonu 2008/09.
We wrześniu 2009 prezydent Sampdorii – Riccardo Garrone poinformował, że nie sprzeda Cassano za mniej niż 20 milionów euro, gdyż tyle wynosiła klauzula odejścia. W trakcie sezonu po tym, jak Adrian Mutu został przyłapany na stosowaniu niedozwolonych środków, włoski zawodnik zaczął być łączony z przenosinami do Fiorentiny, jednakże odmówił swej zgody na przenosiny i w wydanym oświadczeniu skrytykował prezydenta klubu. W międzyczasie Cassano został w styczniu odsunięty od kadry Sampdorii z powodu kłótni z Luigim DelNerim, jednak postanowił pozostać w Genui. Sezon 2009/10 był pomimo tego udany, gdyż FantAntonio został nawet nominowany do piłkarskiego Oskara w kategorii najlepszy włoski piłkarz Serie A. W październiku 2010 odmówił w ostrych słowach prezydentowi klubu swego udziału w ceremonii wręczenia nagród, za co został wydalony z drużyny. Sampdoria skierowała do władz ligi żądanie rozwiązania kontraktu z piłkarzem z jego winy, jednak decyzja arbitrów była odmowna. Zgodzili się oni jedynie na obniżenie o połowę wynagrodzenia Cassano. W plebiscycie Bidone d’Oro 2010 zajął 6 lokatę. Łącznie dla Genoi zagrał w 96 meczach ligowych, w których zdobył 35 bramek.

### Milan

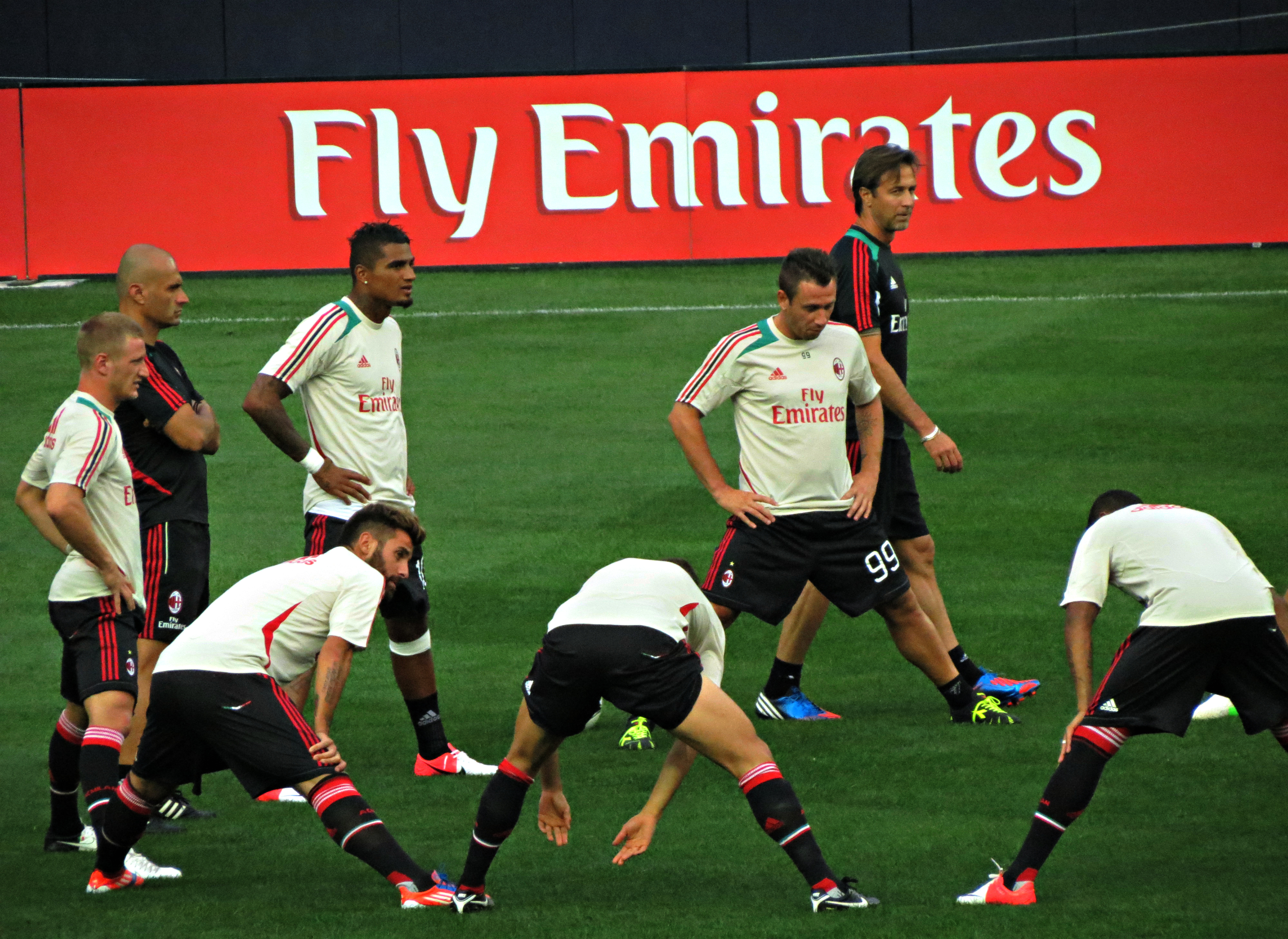
Cassano w trakcie treningu w czasie pobytu w Milanie

21 grudnia 2010 roku Cassano podpisał 3,5–letni kontrakt z włoskim klubem A.C. Milan. Oficjalnie piłkarzem „Rossonerich” został dopiero 2 stycznia 2011. Okoliczności tego transferu były dość skomplikowane. Ponoć i Milan, i Sampdoria, a nawet sam piłkarz, złożyli się na ten transfer, płacąc 5 milionów euro hiszpańskiemu Realowi Madryt, z którego Włoch został wypożyczony właśnie do Sampdorii. W barwach Milanu zadebiutował 5 stycznia w wygranym 1:0 spotkaniu ligowym z Cagliari Calcio. Swojego pierwszego gola dla Rossonerich strzelił w wygranym 4:0 meczu z Parmą, w którym też zaliczył dwie asysty. W zespole Rossonerrich rzadko grał w pierwszej jedenastce. Wyróżnił się w spotkaniu z AC Siena rozegranym 29 kwietnia 2012, w którym zdobył gola i dwukrotnie asystował. W styczniu 2011 został nominowany do Piłkarskiego Oskara w kategorii najlepszy włoski piłkarz.
4 listopada 2011 przeszedł operację serca. Zabieg przeprowadzono po ujawnionych kłopotach zdrowotnych piłkarza wynikłych w trakcie powrotu z meczu ligowego kilka dni wcześniej. W okresie gry dla Milanu zagrał w 33 spotkaniach ligowych i strzelił 7 goli.

### Inter
W związku z odejściem z zespołu Rossonerrich Ibrahimovicia i Thiago Silvy Cassano zażądał od kierownictwa zgody na odejście. 22 sierpnia 2012 Milan doszedł do porozumienia z lokalnym rywalem – Interem Mediolan w sprawie wymiany napastników między tymi klubami. Milan wyłożył na stół 7 mln euro oraz Cassano, natomiast Inter w rozliczeniu oddał Pazziniego. Transfer ten zaskoczył wielu fanów Milanu, którzy twierdzili, że to Nerazzurri powinni dopłacić. Podpisany kontrakt związał go z Niebiesko-Czarnymi do czerwca 2014 i pozwalał mu na zarobki w wysokości 3 mln euro rocznie. Debiut w barwach La Beneamata miał miejsce 26 sierpnia 2012 w meczu przeciwko Pescarze. W trzecim spotkaniu, podczas meczu z Romą zdobył pierwszą bramkę dla Interu (1:3). Cassano szybko oswoił się w nowym zespole i został kluczowym zawodnikiem Interu. 2 marca doszło pomiędzy włoskim piłkarzem a Andreą Stramaccionim do kłótni, w wyniku której oponentów musieli rozdzielać piłkarze. Za zaistniałe zajście zarząd ukarał krewkiego zawodnika karą pieniężną w wysokości 40.000 euro. Dobrą partię rozegrał 14 marca 2013 w rewanżowym meczu z Tottenhamem (4:1), zdobył wówczas gola, a przy dwóch asystował. Dla Interu zagrał w 28 spotkaniach ligi włoskiej, w których zdobył 7 bramek.

### Parma
3 lipca 2013 został zawodnikiem Parmy przechodząc na zasadzie transferu definitywnego w ramach rozliczenia za Ishaka Belfodila. Tak jak w poprzednich klubach założył koszulkę z numerem 99. W Parmie Cassano bardziej przykładał się do treningów, przeszedł na dietę i zdołał kontrolować swoją wagę, dzięki czemu stracił na niej 10 kilogramów. 30 listopada zdobył swoją 100. bramkę w Serie A w zremisowanym 1:1 wyjazdowym spotkaniu z Bologną. W Parmie Cassano ponownie odnalazł dobrą formę a drużyna zakończyła rozgrywki na 6. miejscu, dzięki czemu zespół ze Stadio Ennio Tardini mógł uznać sezon 2013/2014 za bardzo udany. W 34 ligowych spotkaniach Cassano zdobył 12 bramek i zanotował 6 asyst.
W 19 spotkaniach pierwszej połowy sezonu 2014/2015 Cassano trafiał do siatki pięciokrotnie, jednak borykająca się z problemami finansowymi Parma znajdowała się na dole ligowej tabeli. W związku z problemami z wypłacalnością klubu, 26 stycznia 2015 strony za porozumieniem rozwiązały kontrakt zawodnika. Cassano od kilku miesięcy miał nie otrzymywać pensji. Zostając wolnym zawodnikiem Cassano wstępnie ponownie był łączony z Interem.

### Powrót do Sampdorii
Po rozwiązaniu kontraktu z Parmą, 9 sierpnia 2015 Cassano ponownie dołączył do swojego byłego klubu, Sampdorii. Strony podpisały dwuletnią umowę obowiązującą do 30 czerwca 2017. Pierwszą bramkę po powrocie do Genui zdobył 10 stycznia 2016 w przegranym 2:1 spotkaniu z Juventusem. W sezonie 2015/2016 wystąpił w 24 meczach Serie A i zdobył dwie bramki (poza meczem z Juventusem trafił również w wyjazdowym spotkaniu z Hellasem w 28. kolejce Serie A). Zanotował również jeden występ w spotkaniu Coppa Italia – przegranym 0:2 z A.C. Milan. W drugim sezonie 2016/2017 prezydent klubu Massimo Ferrero zakomunikował, że zawodnik nie jest już częścią jego planów i został odsunięty od treningów z pierwszym zespołem. Swoją decyzję argumentował chęcią budowania zespołu opartego na młodych, włoskich zawodnikach. Dochodziło też między nimi do utarczek słownych. Zawodnikowi zezwolono wyłącznie na trenowanie z golkiperem drużyny młodzieżowej. Po trwających ponad tydzień rozmowach 25 stycznia 2017 strony doszły do porozumienia i rozwiązały kontrakt Cassano.

### Hellas Werona i zakończenie kariery
10 lipca 2017 podpisał roczny kontrakt z Hellas Werona. W kolejnym tygodniu zagrał w dwóch towarzyskich spotkaniach letniego okresu przygotowawczego, niemniej 18 lipca zakomunikował mediom, że zamierza zakończyć karierę piłkarską, ponieważ za bardzo tęskni za rodziną. Jeszcze tego samego dnia zwołał kolejną konferencję prasową, w trakcie której zmienił swoją decyzję oznajmiając, że nie może się doczekać dobrego sezonu z Weroną. 24 lipca po raz kolejny zmienił zdanie i ponownie potwierdził odejście z klubu i skończenie z profesjonalnym futbolem dodając, że jako 35-letni mężczyzna musi być zmotywowanym, a teraz chce być blisko swoich dzieci i żony. Za pośrednictwem konta swojej żony na Twitterze dodał: „fizycznie jestem przygotowany, ale ostatnie 15 dni przekonały mnie, że moja głowa nie jest gotowa”. 27 lipca kontrakt Cassano został rozwiązany za porozumieniem stron. 31 lipca Włoch oświadczył, że nie zamierza kończyć piłkarskiej kariery i chciałby znaleźć nowy klub bliżej domu. Cassano nie otrzymał żadnej oferty z włoskich klubów w letnim okienku transferowym. Sam przyznał, że kontaktowały się z nim kluby z Francji i z Belgii. We wrześniu 2017 poinformował, że do styczniowego okienka będzie przygotowywał się pod okiem Agostino Tibaudiego, byłego trenera od przygotowania fizycznego w Sampdorii. Pod koniec miesiąca po raz drugi ogłosił zakończenie kariery piłkarskiej.
Po blisko roku, w sierpniu 2018, Cassano ponownie wyraził chęć powrotu do zawodowej piłki. W październiku informację o powrocie Cassano potwierdził za pomocą mediów społecznościowych występujący w Serie C Virtus Entella. Kilka dni wcześniej Cassano powiadomił media o chęci skorzystania z jego usług przez należący do Silvio Berlusconiego klub Monza, oznajmiając jednocześnie, że Virtus Entella jest jedynym zespołem spoza Serie A, w którym może on zagrać. Po kilku dniach treningów z drużyną Cassano definitywnie zakończył karierę piłkarską.

## Kariera reprezentacyjna

### Drużyny młodzieżowe
Cassano ma za sobą występy w młodzieżowych reprezentacjach Włoch. Występował w kategoriach wiekowych Under-15, Under-16, Under-18, Under-20 oraz Under-21. Łącznie rozegrał dla nich 30 meczów i strzelił pięć bramek. Pierwszy występ w zespołach młodzieżowych Cassano zanotował 5 kwietnia 1998. Juniorzy „Squadra Azzura” pokonali wówczas Nową Zelandię 3:0, a sam Cassano zdobył jednego z goli. W drużynie do lat 21 wychowanek Bari po raz pierwszy wystąpił 16 sierpnia 2000, a reprezentacja Włoch wygrała wtedy z Meksykiem 2:0.

### Debiut w pierwszej reprezentacji i Euro 2004
W dorosłej reprezentacji Włoch Cassano zadebiutował 12 listopada 2003 w rozegranym w Warszawie meczu z Polską. Pojedynek zakończył się zwycięstwem „biało-czerwonych” 3:1, a grający wówczas w Romie Cassano rozpoczął spotkanie w wyjściowym składzie i strzelił honorowego gola dla swojego zespołu.
W 2004 Giovanni Trapattoni powołał Cassano do kadry na mistrzostwa Europy. Rywalem Włochów w grupie C byli Szwedzi, Duńczycy i Bułgarzy. W meczu z Danią włoski zawodnik w 64. minucie zmienił Alessandro Del Piero, w 70. minucie został ukarany żółtą kartką, a mecz zakończył się bezbramkowym remisem. Z powodu zawieszenia Francesco Tottiego za oplucie Christiana Poulsena, kolejny pojedynek przeciwko Szwecji Cassano rozpoczął w wyjściowej jedenastce. W 37. minucie wpisał się na listę strzelców, w 70. minucie zmienił go Stefano Fiore, a w 85. minucie Zlatan Ibrahimović ustalił wynik na 1:1. Spotkanie z Bułgarią Cassano również rozpoczął w pierwszym składzie. Zdobywając gola w 94. minucie zapewnił Włochom zwycięstwo 2:1, jednak podopieczni Giovanniego Trapattoniego zajęli ostatecznie w swojej grupie trzecie miejsce i odpadli z turnieju.

### Lata 2004–2008
Gdy trenerem reprezentacji został Marcello Lippi, Cassano nie otrzymywał początkowo powołań do kadry. Było to spowodowane kontuzjami, problemami dyscyplinarnymi oraz słabą formą. Pod koniec listopada 2005 Lippi powiedział, że konflikt pomiędzy Romą i Cassano działa na niekorzyść drużyny narodowej. Po transferze włoskiego zawodnika do Realu Madryt trener reprezentacji poinformował, że cieszy się z takiego przebiegu wydarzeń i widzi możliwość powrotu Cassano do kadry „Azzurrich”. Następnie powiedział jednak, że nie zamierza zabrać Włocha na Mistrzostwa Świata 2006 i tak też zrobił.
Po mistrzostwach nowym szkoleniowcem włoskiego zespołu narodowego został Roberto Donadoni. Na początku jego kadencji Cassano powrócił do kadry po ponad rocznej przerwie. Po przenosinach włoskiego piłkarza do Sampdorii decyzję tę pochwalił były trener Włochów – Marcello Lippi. Sam zawodnik pod koniec 2007 zadeklarował chęć powrotu do reprezentacji, w której ostatni raz wystąpił we wrześniu 2006. Następnie Roberto Donadoni poinformował, że Cassano ma szanse pojechania na Euro 2008; warunkiem było zaprezentowanie dobrej formy w rozgrywkach ligowych.

### Euro 2008

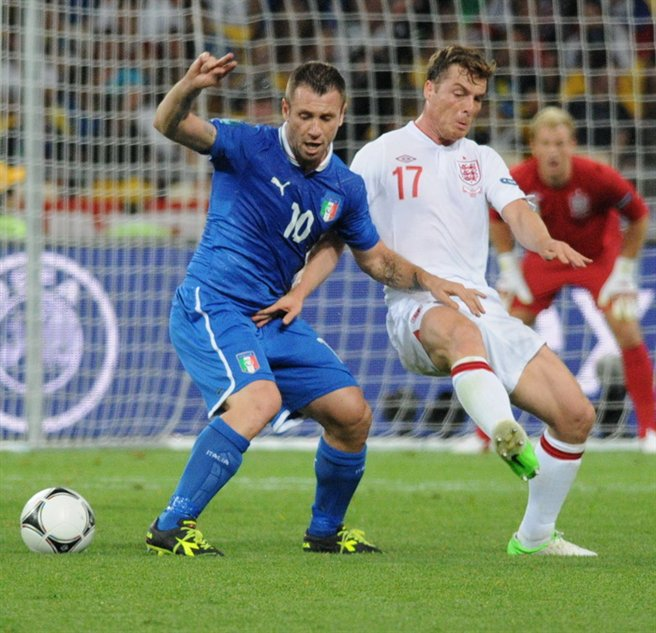
Cassano podczas Euro 2012.

Ostatecznie Cassano znalazł się w kadrze Włochów na mistrzostwa Europy. W rundzie grupowej „Squadra Azzura” z czterema punktami na koncie zajęła drugie miejsce za Holandią. W przegranym 0:3 meczu z „Oranje” Cassano w 75. minucie zastąpił Mauro Camoranesiego, w zremisowanym 1:1 pojedynku przeciwko Rumunii w 57. minucie zmienił Simone Perrottę, a w wygranym 2:0 spotkaniu z Francją rozegrał pełne 90 minut. W ćwierćfinale Włosi trafili na Hiszpanów. Cassano rozpoczął zawody w wyjściowym składzie, jednak w 75. minucie został zastąpiony przez Antonia Di Natalego. Regulaminowy czas gry zakończył się rezultatem 0:0, dogrywka również nie przyniosła rozstrzygnięcia. Hiszpanie wygrali ostatecznie po rzutach karnych 4:2, wyeliminowując tym samym Włochów z turnieju.

### Rezygnacja z występów w reprezentacji
Po zakończeniu mistrzostw na stanowisko trenera reprezentacji Włoch powrócił Marcello Lippi, który pominął Cassano przy ustalaniu kadry na pierwsze mecze eliminacji do Mistrzostw Świata 2010. W grudniu 2008 Cassano poinformował, że „reprezentacja narodowa to dla niego rozdział zamknięty”. W późniejszym czasie wielokrotnie mówił jednak, że wciąż liczy na powołanie do włoskiej kadry. Powołania Cassano do reprezentacji domagali się między innymi prezydent Sampdorii – Riccardo Garrone i dyrektor klubu – Giuseppe Marotta. Zdanie przedstawicieli włoskiej drużyny potwierdził również między innymi Roberto Mancini. Trener reprezentacji – Marcello Lippi powiedział, że Cassano musi wykazać się cierpliwością zanim dowie się czy zagra na Mistrzostwach Świata w RPA. Pod koniec roku przekreślił jednak szansę piłkarza na udział w mundialu. W lutym 2010 Cassano dał do zrozumienia, że traci nadzieję na powołanie go do reprezentacji, a za główną przyczynę jego pominięcia uważa bezpodstawny strach selekcjonera Marcello Lippiego.

### Powrót do kadry

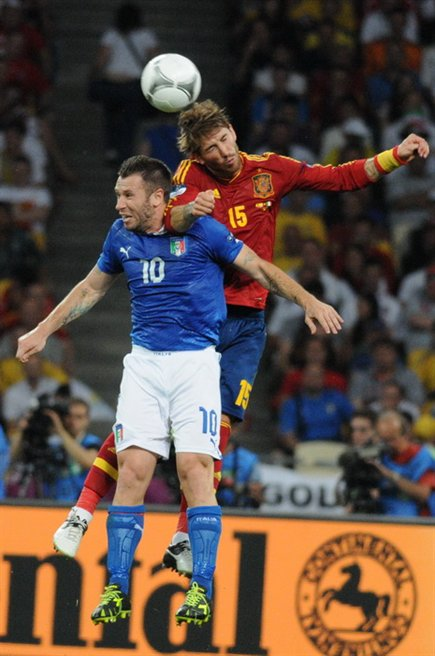
Cassano w walce z Sergiem Ramosem w finale ME 2012

Po nieudanych dla Włochów Mistrzostwach Świata 2010 Marcello Lippiego na stanowisku selekcjonera zastąpił Cesare Prandelli. Nowy trener powołał Cassano do kadry na swój pierwszy mecz przeciwko WKS i wielokrotnie podkreślał, że widzi w nim lidera włoskiej reprezentacji. Cassano przed spotkaniem otrzymał koszulkę z numerem 10. 10 sierpnia Włosi przegrali z WKS 0:1, a Cassano w 70. minucie został zmieniony przez Giuseppe Rossiego. 3 września gracz Sampdorii wystąpił w wygranym 2:1 pierwszym meczu eliminacji do Euro 2012 z Estonią, w którym strzelił pierwszą bramkę i asystował przy drugiej. 4 dni później strzelił bramkę w zwycięskim 5:0 spotkaniu z Wyspami Owczymi. Wraz z reprezentacją Włoch na Mistrzostwach Europy w 2012 r. zdobył wicemistrzostwo Europy grając we wszystkich 6 meczach i strzelając jedną bramkę w meczu grupowym z Irlandią. W lipcu 2012 ukarany przez UEFA za komentarz dotyczący homoseksualistów.
Cassano został powołany do składu reprezentacji Włoch na Mistrzostwa Świata 2014, mimo że nie grał w niej od 2012. 20 czerwca 2014 zadebiutował w tej randze zawodów jako zmiennik w meczu przeciwko Kostaryce, przegranym przez Włochów 0:1. 24 czerwca, również jako zmiennik, pojawił się na boisku w spotkaniu z Urugwajem, w którym Azzurri ulegli przeciwnikowi 0:1 i nie awansowali do dalszego etapu rozgrywek. Cassano został skrytykowany przez prasę za słabe występy i brak przydatności, przez co nie udało mu się wnieść właściwego tempa i kreatywności w grze zespołu i wsparcia dla napastników.

## Statystyki

### Klubowe
ostatnia aktualizacja: 12 września 2017
| Klub            | Sezon           | Liga Krajowa | Liga Krajowa | Liga Krajowa | Puchar kraju | Puchar kraju | Puchar kraju | Puchary europejskie | Puchary europejskie | Puchary europejskie | Razem | Razem | Razem  |
| Klub            | Sezon           | Mecze        | Gole         | Asysty       | Mecze        | Gole         | Asysty       | Mecze               | Gole                | Asysty              | Mecze | Gole  | Asysty |
| --------------- | --------------- | ------------ | ------------ | ------------ | ------------ | ------------ | ------------ | ------------------- | ------------------- | ------------------- | ----- | ----- | ------ |
| AS Bari         | 1999/2000       | 21           | 3            | 0            | 0            | 0            | 0            | 0                   | 0                   | 0                   | 21    | 3     | 0      |
| AS Bari         | 2000/2001       | 27           | 3            | 2            | 2            | 0            | 0            | 0                   | 0                   | 0                   | 29    | 3     | 2      |
| AS Bari         | Razem           | 48           | 6            | 2            | 0            | 0            | 0            | 0                   | 0                   | 0                   | 50    | 6     | 2      |
| AS Roma         | 2001/2002       | 22           | 5            | 0            | 3            | 1            | 0            | 5                   | 0                   | 0                   | 30    | 6     | 0      |
| AS Roma         | 2002/2003       | 27           | 9            | 2            | 5            | 1            | 0            | 11                  | 4                   | 1                   | 43    | 14    | 3      |
| AS Roma         | 2003/2004       | 33           | 14           | 4            | 0            | 0            | 0            | 6                   | 4                   | 0                   | 39    | 18    | 4      |
| AS Roma         | 2004/2005       | 31           | 9            | 1            | 8            | 1            | 0            | 3                   | 1                   | 0                   | 42    | 11    | 1      |
| AS Roma         | 2005/2006       | 5            | 2            | 1            | 0            | 0            | 0            | 2                   | 1                   | 1                   | 7     | 3     | 2      |
| AS Roma         | Razem           | 118          | 39           | 8            | 16           | 3            | 0            | 27                  | 10                  | 2                   | 161   | 52    | 10     |
| Real Madryt     | 2005/2006       | 12           | 1            | 1            | 4            | 1            | 0            | 1                   | 0                   | 0                   | 17    | 2     | 1      |
| Real Madryt     | 2006/2007       | 7            | 1            | 2            | 1            | 1            | 0            | 4                   | 0                   | 0                   | 12    | 2     | 2      |
| Real Madryt     | Razem           | 19           | 2            | 3            | 5            | 2            | 0            | 5                   | 0                   | 0                   | 29    | 4     | 3      |
| UC Sampdoria    | 2007/2008       | 22           | 10           | 6            | 2            | 0            | 0            | 1                   | 0                   | 0                   | 25    | 10    | 6      |
| UC Sampdoria    | 2008/2009       | 35           | 12           | 15           | 4            | 1            | 0            | 6                   | 2                   | 3                   | 45    | 15    | 18     |
| UC Sampdoria    | 2009/2010       | 32           | 9            | 10           | 1            | 2            | 0            | 0                   | 0                   | 0                   | 33    | 11    | 10     |
| UC Sampdoria    | 2010/2011       | 7            | 4            | 2            | 0            | 0            | 0            | 3                   | 1                   | 2                   | 10    | 5     | 4      |
| UC Sampdoria    | Razem           | 96           | 35           | 33           | 7            | 3            | 0            | 10                  | 3                   | 5                   | 113   | 41    | 38     |
| A.C. Milan      |                 |              |              |              |              |              |              |                     |                     |                     |       |       |        |
| 2010/2011       | 17              | 4            | 6            | 4            | 0            | 0            | 0            | 0                   | 0                   | 21                  | 4     | 6     |        |
| 2011/2012       | 16              | 3            | 10           | 0            | 0            | 0            | 3            | 1                   | 0                   | 19                  | 4     | 10    |        |
| Razem           | 33              | 7            | 16           | 4            | 0            | 0            | 3            | 1                   | 0                   | 40                  | 8     | 16    |        |
| Inter Mediolan  |                 |              |              |              |              |              |              |                     |                     |                     |       |       |        |
| 2012/2013       | 28              | 8            | 9            | 2            | 1            | 2            | 9            | 1                   | 4                   | 39                  | 9     | 15    |        |
| Razem           | 28              | 8            | 9            | 2            | 1            | 2            | 9            | 1                   | 4                   | 39                  | 10    | 15    |        |
| Parma           | 2013/2014       | 34           | 12           | 8            | 2            | 1            | 0            | 0                   | 0                   | 0                   | 36    | 13    | 8      |
| Parma           | 2014/2015       | 19           | 5            | 2            | 1            | 0            | 0            | 0                   | 0                   | 0                   | 20    | 5     | 2      |
| Parma           | Razem           | 53           | 17           | 10           | 3            | 1            | 0            | 0                   | 0                   | 0                   | 56    | 18    | 10     |
| Sampdoria       | 2015/2016       | 24           | 2            | 5            | 1            | 0            | 0            | 0                   | 0                   | 0                   | 25    | 2     | 5      |
| Sampdoria       | 2016/2017       | 0            | 0            | 0            | 0            | 0            | 0            | 0                   | 0                   | 0                   | 0     | 0     | 0      |
| Sampdoria       | Razem           | 24           | 2            | 5            | 1            | 0            | 0            | 0                   | 0                   | 0                   | 25    | 2     | 5      |
| Razem w Serie A | Razem w Serie A | 400          | 114          | 81           | 35           | 8            | 2            | 49                  | 15                  | 11                  | 484   | 136   | 96     |
| Łącznie         | Łącznie         | 419          | 116          | 86           | 40           | 10           | 2            | 54                  | 15                  | 11                  | 513   | 141   | 99     |

### Reprezentacyjne

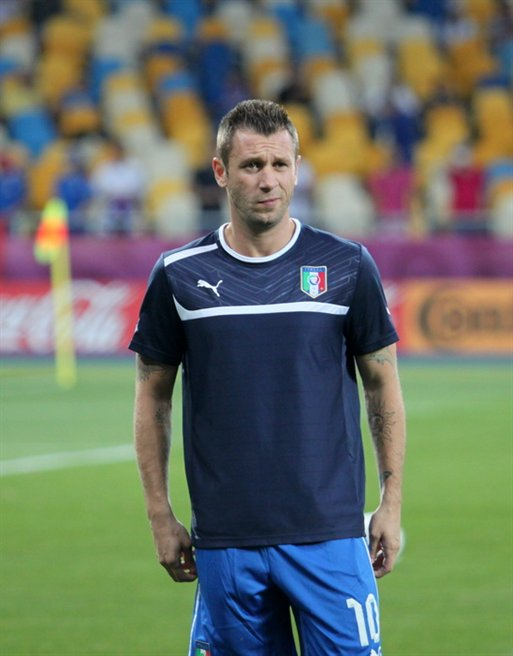
Cassano przed meczem z Anglią

Wykaz meczów i goli Antonio Cassano w reprezentacji Włoch:
| Mecze i gole w reprezentacji | Mecze i gole w reprezentacji | Mecze i gole w reprezentacji | Mecze i gole w reprezentacji | Mecze i gole w reprezentacji | Mecze i gole w reprezentacji | Mecze i gole w reprezentacji |
| #                            | Data                         | Miasto                       | Przeciwnik                   | Gol                          | Wynik                        | Rozgrywki                    |
| ---------------------------- | ---------------------------- | ---------------------------- | ---------------------------- | ---------------------------- | ---------------------------- | ---------------------------- |
| 1.                           | 12.11.2003                   | Warszawa                     | Polska                       | Gol                          | 1:3                          | towarzyski                   |
| 2.                           | 16.11.2003                   | Ankona                       | Rumunia                      |                              | 1:0                          | towarzyski                   |
| 3.                           | 30.05.2004                   | Tunis                        | Tunezja                      |                              | 4:0                          | towarzyski                   |
| 4.                           | 14.06.2004                   | Guimarães                    | Dania                        |                              | 0:0                          | ME 2004                      |
| 5.                           | 18.06.2004                   | Porto                        | Szwecja                      | Gol                          | 1:1                          | ME 2004                      |
| 6.                           | 22.06.2004                   | Guimarães                    | Bułgaria                     | Gol                          | 2:1                          | ME 2004                      |
| 7.                           | 26.02.2005                   | Mediolan                     | Szkocja                      |                              | 2:0                          | el. MŚ 2006                  |
| 8.                           | 04.06.2005                   | Oslo                         | Norwegia                     |                              | 0:0                          | el. MŚ 2006                  |
| 9.                           | 02.09.2006                   | Napoli                       | Litwa                        |                              | 1:1                          | el. Euro 2008                |
| 10.                          | 06.09.2006                   | Saint Denis                  | Francja                      |                              | 1:3                          | el. Euro 2008                |
| 11.                          | 30.05.2008                   | Florencja                    | Belgia                       |                              | 3:1                          | towarzyski                   |
| 12.                          | 09.06.2008                   | Berno                        | Holandia                     |                              | 0:3                          | ME 2008                      |
| 13.                          | 13.06.2008                   | Zurych                       | Rumunia                      |                              | 1:1                          | ME 2008                      |
| 14.                          | 17.06.2008                   | Zurych                       | Francja                      |                              | 2:0                          | ME 2008                      |
| 15.                          | 22.06.2008                   | Wiedeń                       | Hiszpania                    |                              | 0:0 (k. 2:4)                 | ME 2008                      |
| 16.                          | 10.08.2010                   | Londyn                       | Wybrzeże Kości Słoniowej     |                              | 0:1                          | towarzyski                   |
| 17.                          | 03.09.2010                   | Tallinn                      | Estonia                      | Gol                          | 2:1                          | el. ME 2012                  |
| 18.                          | 07.09.2010                   | Florencja                    | Wyspy Owcze                  | Gol                          | 5:0                          | el. ME 2012                  |
| 19.                          | 08.10.2010                   | Belfast                      | Irlandia Północna            |                              | 0:0                          | el. ME 2012                  |
| 20.                          | 12.10.2010                   | Genua                        | Serbia                       |                              | 3:0                          | el. ME 2012                  |
| 21.                          | 09.02.2011                   | Dortmund                     | Niemcy                       |                              | 1:1                          | towarzyski                   |
| 22.                          | 25.03.2011                   | Lublana                      | Słowenia                     |                              | 1:0                          | el. ME 2012                  |
| 23.                          | 03.06.2011                   | Modena                       | Estonia                      | Gol                          | 3:0                          | el. ME 2012                  |
| 24.                          | 10.08.2011                   | Bari                         | Hiszpania                    |                              | 2:1                          | towarzyski                   |
| 25.                          | 02.09.2011                   | Tórshavn                     | Wyspy Owcze                  | Gol                          | 1:0                          | el. ME 2012                  |
| 26.                          | 06.09.2011                   | Florencja                    | Słowenia                     |                              | 1:0                          | el. ME 2012                  |
| 27.                          | 07.10.2011                   | Belgrad                      | Serbia                       |                              | 1:1                          | el. ME 2012                  |
| 28.                          | 11.10.2011                   | Pescara                      | Irlandia Północna            | Gol · Gol                    | 3:0                          | el. ME 2012                  |
| 29.                          | 01.06.2012                   | Zurych                       | Rosja                        |                              | 0:3                          | towarzyski                   |
| 30.                          | 10.06.2012                   | Gdańsk                       | Hiszpania                    |                              | 1:1                          | ME 2012                      |
| 31.                          | 14.06.2012                   | Poznań                       | Chorwacja                    |                              | 1:1                          | ME 2012                      |
| 32.                          | 18.06.2012                   | Wrocław                      | Irlandia                     | Gol                          | 2:0                          | ME 2012                      |
| 33.                          | 24.06.2012                   | Kijów                        | Anglia                       |                              | 0:0 (k. 4:2)                 | ME 2012                      |
| 34.                          | 28.06.2012                   | Warszawa                     | Niemcy                       |                              | 2:1                          | ME 2012                      |
| 35.                          | 01.07.2012                   | Kijów                        | Hiszpania                    |                              | 0:4                          | ME 2012                      |
| 36.                          | 31.05.2014                   | Londyn                       | Irlandia                     |                              | 0:0                          | towarzyski                   |
| 37.                          | 04.06.2014                   | Perugia                      | Luksemburg                   |                              | 1:1                          | towarzyski                   |
| 38.                          | 20.06.2014                   | Recife                       | Kostaryka                    |                              | 0:1                          | MŚ 2014                      |
| 39.                          | 24.06.2014                   | Natal                        | Urugwaj                      |                              | 0:1                          | MŚ 2014                      |

## Sukcesy
- Superpuchar Włoch: 2001 z Romą
- Mistrzostwo Hiszpanii: 2006/2007 z Realem
- Najlepszy piłkarz młodego pokolenia w Serie A: 2001 i 2003
- Mistrzostwo Włoch Serie A:  2011 z Milanem
- wicemistrzostwo Europy: 2012

## Życie prywatne
Cassano jest w związku z piłkarką wodną Caroliną Marcialis, która jest od niego młodsza o dziewięć lat. 19 czerwca 2010 para wzięła ślub w kościele św. Marcina w Portofino. Z tego związku doczekał się syna – Christophera, urodzonego 14 marca 2011 r. 18 marca 2013 para doczekała się drugiego syna – Lionela, nazwanego tak na cześć argentyńskiego piłkarza Leo Messiego. W październiku 2008 Cassano wydał razem z dziennikarzem Pierluigim Pardo swoją autobiografię o tytule „Mówię wszystko”, w której napisał między innymi, że przespał się już z około 600-700 kobietami. W książce znajdował się fragment mówiący o tym, że po meczu Realu Madryt w Gimnàstikiem Tarragona Cassano obraził trenera Fabio Capello i powiedział, że ten „jest tak fałszywy jak pieniądze z Monopoly”. Zawodnik w autobiografii napisał również o tym, że gdyby nie został piłkarzem to skończyłby najprawdopodobniej jako kryminalista. Nie garnął się do nauki, dlatego sześciokrotnie powtarzał rok. Na ulicy zajmował się bukmacherką.
Cassano ma podpisany kontrakt sponsorski z Diadorą. Jest osobą niewierzącą.